# Jan Lata (právník)
Jan Lata (* 6. ledna 1977, Brno) je český státní zástupce a trvalý jáhen, v letech 2017 až 2023 byl prezidentem Unie státních zástupců.

## Život
Vyrůstal v Brně, po maturitě na gymnáziu Lerchova vystudoval Právnickou fakultu Univerzity Karlovy, kterou absolvoval v roce 2000. V roce 2006 obhájil disertační prací s názvem Smysl trestu, která byla v roce 2008 publikována . Rovněž vystudoval teologii na Evangelické teologické fakultě Univerzity Karlovy (Bc. 2003) a Cyrilometodějské teologické fakultě Univerzity Palackého (Mgr. 2020).
V roce 1998 spoluzakládal a byl prvním předsedou sdružení Antikomplex, jehož cílem bylo podpořit kritický dialog o vlastních dějinách, zejména o poválečném nuceném vysídlení Němců z Československa.
V září 2023 přijal svěcení ke stálému jáhenství.. 
Žije v Bílovicích nad Svitavou, kde je předsedou místní skupiny České křesťanské akademie a redaktorem obecního zpravodaje.

## Kariéra
V letech 2002–2004 byl asistentem soudce Nejvyššího soudu a v letech 2002–2006 soudce Ústavního soudu (prof. Jana Musila).
V roce 2006 byl jmenován státním zástupcem Městského státního zastupitelství v Brně. V letech 2008–2014 byl tiskovým mluvčím a předsedou mediální komise Unie státních zástupců. V roce 2009 byl oceněn v soutěži Právník roku, kategorie talent roku, za esej s názvem Nezávislý státní zástupce – zbožné přání nebo dosažitelná realita?.
V roce 2011 byl přeložen na Nejvyšší státní zastupitelství, kde působí na odboru trestního řízení, je rovněž korespondentem státního zastupitelství pro boj proti terorismu, extremismu a trestným činům spáchaným z nenávisti, výkonným redaktorem odborného časopisu Státní zastupitelství a lektorem Justiční akademie.
V roce 2017 byl zvolen prezidentem Unie státních zástupců, v roce 2020 svůj mandát obhájil na druhé funkční období.

## Publikační činnost
Pravidelně publikuje v odborných časopisech zejména k otázce postavení veřejné žaloby. Je také autorem či spoluautorem monografií z oboru trestního práva.
- Lata. J., Účel a smysl trestu, LexisNexis, 2008, 116 s.
- kapitola Prokuratura v publikaci Bobek M., Molek P., Šimíček V., Komunistické právo v Československu, Brno, Masarykova univerzita, 2009, 1007 s.[5]
- Lata J., Státní zastupitelství ve světle proměn. Drama o čtyřech dějstvích, Praha, Auditorium, 2016, 320 s.
- Lata J., Pavlík J., Zezulová J., Komentář k zákonu o státním zastupitelství, Praha, Wolters Kluwer, 2020, 484 s.